# Johann Mörtl
Johann Mörtl (2. srpna 1821 Korutany – 9. ledna 1895 Štýrský Hradec) byl rakouský právník a politik německé národnosti ze Štýrska, v 60. letech 19. století poslanec Říšské rady.

## Biografie
Narodil se v Korutanech. 30. dubna 1855 byl jmenován advokátem v štýrském Celje (dnes Slovinsko) a setrval zde v této profesi do roku 1871. Byl zvolen i starostou tohoto města. Roku 1871 se přestěhoval do Štýrského Hradce a do června 1890 tam vykonával profesi advokáta.
Počátkem 60. let se zapojil do vysoké politiky. V zemských volbách v roce 1861 byl zvolen na Štýrský zemský sněm za kurii venkovských obcí. Byl posledním etnickým Němcem, který zastupoval volební obvod Celje v zemském sněmu. Působil také coby poslanec Říšské rady (celostátního parlamentu Rakouského císařství), kam ho delegoval Štýrský zemský sněm roku 1861 (Říšská rada tehdy ještě byla volena nepřímo, coby sbor delegátů zemských sněmů). Rezignoval 26. října 1864. Uváděl se jako Dr. Johann Mörtl, advokát a starosta, bytem Celje. Patřil mezi německé liberální politiky (tzv. Ústavní strana, liberálně a centralisticky orientovaná). Na Říšské radě roku 1862 navrhl zrušení numeru clausu (pevně stanoveného maximálního počtu oprávněných vykonavatelů profese) v advokacii.
Zemřel v lednu 1895 ve věku 74 let.